# Waspaloy

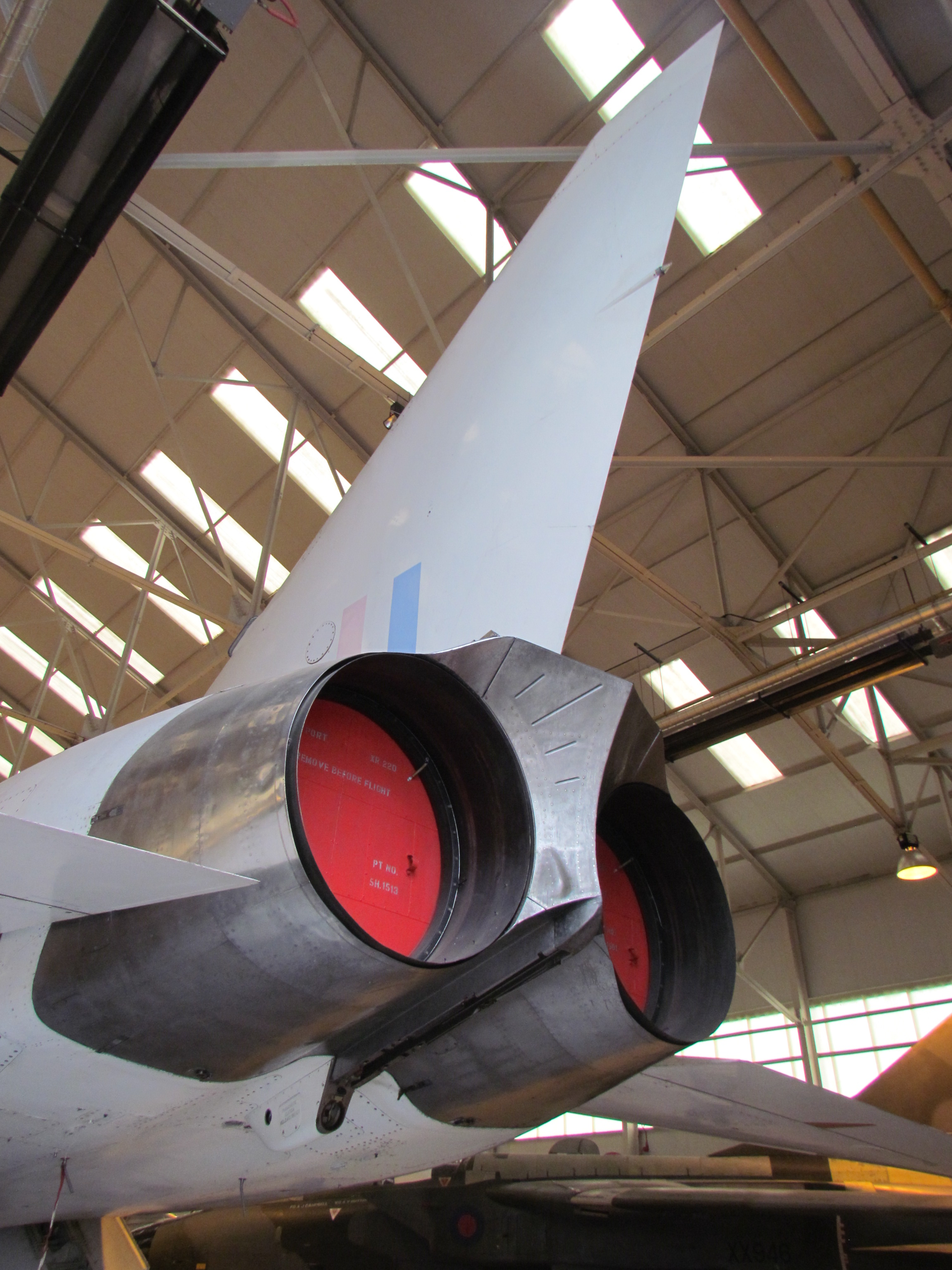
Det omålade partiet i stjärten på denna flygplansprototyp är av Waspaloy.

Waspaloy är handelsnamn för en familj nickellegeringar med skilda egenskaper.
En variant är av typ superinvar, där den utmärkande egenskapen är extremt låg längdutvidgningskoefficient, ungefär hälften jämfört med standardinvar.
Sammansättning:
- Järn ca 61 %
- Nickel 32 %
- Kobolt 5,5 %
- Mangan 0,35 %
- Kisel 0,20 %
- Kol (spår)

En annan medlem av familjen används speciellt för gasturbiner med arbetstemperaur upp till 870 °C. Den har följande sammansättning (typiska värden, kan variera från olika leverantörer):
- Nickel ca 57,5 %
- Krom 19,6 %
- Kobolt 13,8 %
- Molybden 4,3 %
- Titan 2,9 %
- Aluminium 1,4 %
- Järn 0,4 %
- Zirkonium 0,07 %
- Bor 0,01 %
- Kol (spår)
- Kisel (spår)